# Estação de Contumil
Contumil é uma estação do Metro do Porto situada proximamente da Estação Ferroviária de Contumil, na cidade do Porto.